# Regione dell'Ovest (Camerun)
La Regione dell'Ovest (West Region in inglese e Région de l'Ouest in francese) è una delle 10 Regioni del Camerun situata nella parte occidentale del paese, il capoluogo è la città di Bafoussam.

## Geografia fisica
Confina a nord con la Regione del Nordovest, a nord-est con la Regione di Adamaoua, a est e sud-est con la Regione del Centro, a sud-ovest con la Regione del Litorale, e a ovest con la Regione del Sudovest.

## Storia
Il 12 novembre 2008 la provincia è stata sostituita dalla regione.

## Geografia antropica

### Suddivisioni amministrative
La regione è divisa in 8 dipartimenti.	
| Dipartimento   | Capoluogo |  |
| Bamboutos      | Mbouda    |  |
| Hauts-Plateaux | Baham     |  |
| Haut-Nkam      | Bafang    |  |
| Koung-Khi      | Bandjoun  |  |
| Menoua         | Dschang   |  |
| Mifi           | Bafoussam |  |
| Ndé            | Bangangté |  |
| Noun           | Foumban   |  |